# В одному мікрорайоні
«В одному мікрорайоні» (рос. «В одном микрорайоне») — радянський п'ятисерійний художній телефільм 1976 року, знятий режисером Всеволодом Шиловським на Центральному телебаченні СРСР.

## Сюжет
У новому московському мікрорайоні починається нове життя радянських громадян. Нові люди, нові сім'ї, нові сусіди. Точно показаний звичайний побут громадян. Ліфт тимчасово не працює від постійних перевантажень через транспортування меблів. Сусіди один одного тільки взнають, знайомляться, поступово життя різних сімей непомітно починає перетинатися.

## У ролях
- Микита Подгорний — Андрій Олександрович Коробов, член-кореспондент Академії наук
- Світлана Родіна — Олена, дочка Наді і Коробова, падчерка Борисова
- Леонід Бронєвой — Микита Карасьов, друг Коробова, начальник лабораторії
- Ірина Мірошниченко — Маша Дружиніна, закохана в Коробова, співробітниця НДІ
- Анатолій Ромашин — Геннадій Максимович Борисов, керівник НДІ, чоловік Наді, вітчим Олени, голова будинкового комітету
- Тетяна Лаврова — Надя, мама Олени, дружина Борисова, колишня дружина Коробова
- Маріс Лієпа — Яуніс Берзінь, відомий артист балету, керівник драмгуртка
- Маргарита Жигунова — Зінаїда Агашина, мачуха Іри, працівниця ательє
- Ірина Акулова — Ірина Агашина, працівниця шоколадної фабрики, племінниця Шуригіних
- Микола Пеньков — Дмитро Олексійович Шуригін, шофер, чоловік Люсі, дядько Ірини Агашиної
- Анна Сидоркина — Люся Шуригіна, випускниця МАТІ, інженер, тітка Ірини Агашиної
- Роман Філіппов — Вася Мосолов, працівник м'ясокомбінату
- Надія Корункова — Катя Мосолова, дружина Васі
- Лев Любецький — Григорій, перукар, голова будинкового комітету
- Леонід Сатановський — Федір Олександрович, боцман
- Олександр Потапов — Юра, шофер
- Микола Караченцов — Валера, слюсар ЖЕКу
- Лілія Журкіна — Лариса Павлівна Зєлєнова, лікар, дружина-льотчика випробувача
- Олександр Калужський — тренер
- В'ячеслав Жолобов — Едик, співробітник НДІ
- Наталія Корчагіна — Віра, стюардеса
- Юрій Леонідов — батько Ірини, робітник заводу, Юрій Агашин
- Олександра Медведєва — Інна Ніколаєва, дочка Ніколаєва
- Р. Милославська — журналістка
- Ольга Ніколаєва — мати Геннадія Максимовича Борисова
- Віктор Сергачов — Ніколаєв
- Тіна Гурко — Валентина Миколаївна, піаністка в ЖЕКу
- Ольга Станіцина — Анна Сергіївна, член місцевкому автобази
- Галина Соколова — Лідія Сергіївна Серьогіна, мати Валери
- Дмитро Шутов — Дмитро Іларіонович Башилов, директор автобази
- Олександр Фадєєв — Зєлєнов, льотчик-випробувач
- Наталія Назарова — Наталка, подруга Люсі
- Ірина Рябцева — Юля, дочка Шуригіних
- Георгій Шевцов — гість Борисова
- Микола Нікольський — Владик, залицяльник Люсі Шуригіної
- Володимир Привальцев — Соколов, шофер автобази
- Галікс Колчицькій — гість Борисова
- В'ячеслав Степанов — «товариш з інституту»
- Іван Власов — співробітник НДІ

## Знімальна група
- Режисер — Всеволод Шиловський
- Сценарист — Михайло Анчаров
- Оператори — Борис Кипарисов, Микола Журавльов, Анатолій Авагін, Ерік Малінін
- Композитор — Марк Мінков
- Художник — Ігор Морозов